# Автошлях Т 2613
Автошля́х Т 2613 — автомобільний шлях територіального значення у Чернівецькій області. Пролягає територією Дністровського району через Кельменці — Путрине — Зелену (пункт контролю). Загальна довжина — 8,2 км.

## Маршрут
Автошлях проходить через такі населені пункти:
| Автошлях Т 2613         |           |
| Чернівецька область     |           |
| Дністровський район     |           |
| Кельменці               | Р63Т 2617 |
| Вартиківці              |           |
| Путрине                 |           |
| Зелена                  |           |
| Зелена (пункт контролю) |           |